# Loyalton (Kalifornija)
Loyalton je grad u američkoj saveznoj državi Kalifornija. Prema popisu stanovništva iz 2010. u njemu je živjelo 769 stanovnika.